# Milan Associazione Calcio 1970-1971
Questa voce raccoglie le informazioni riguardanti il Milan Associazione Calcio nelle competizioni ufficiali della stagione 1970-1971.

## Stagione

Luigi Maldera si accerta delle condizioni del bianconero Anastasi, nel corso della classica Milan-Juventus del 28 febbraio 1971.

Alla guida della squadra per la stagione 1970-1971 viene confermato Nereo Rocco. Durante il calciomercato arrivano Giorgio Biasiolo, Romeo Benetti, Silvano Villa e Giulio Zignoli mentre lasciano la società, tra gli altri, Giovanni Lodetti, Malatrasi e Angelo Benedicto Sormani. Come capitano viene confermato Gianni Rivera.
La stagione inizia con le 3 partite del primo turno di Coppa Italia, dove il Milan, nel girone 4 con Brescia, Mantova e Varese ottiene altrettante vittorie, qualificandosi così ai quarti di finale.
In campionato il Milan, dopo 2 pareggi nelle prime 2 giornate, ottiene 5 vittorie consecutive, e si porta al secondo posto in classifica alle spalle del Napoli anche grazie alla vittoria a Torino contro la Juventus per 2-0 e nel derby con l'Inter per 3-0. Nella 10ª giornata i rossoneri battono i partenopei al San Paolo (0-1, poi 0-2 su delibera del giudice sportivo per lancio di petardi) e li superano in classifica. Alla fine del girone d'andata il Milan è imbattuto campione d'inverno con 24 punti, 2 in più del Napoli e 3 in più dell'Inter. Alla 20ª giornata proprio i nerazzurri battono i rossoneri per la prima volta nel corso del campionato e si portano a un solo punto dai cugini. Due turni più tardi l'Inter aggancia il Milan in vetta alla graduatoria e nella giornata seguente lo supera complice la sconfitta dei rossoneri in casa contro il Varese. L'Inter mantiene la testa della classifica fino all'ultima gionata e il Milan chiude al 2º posto a quattro punti dai cugini,, che vale la qualificazione per la prima edizione della Coppa UEFA.

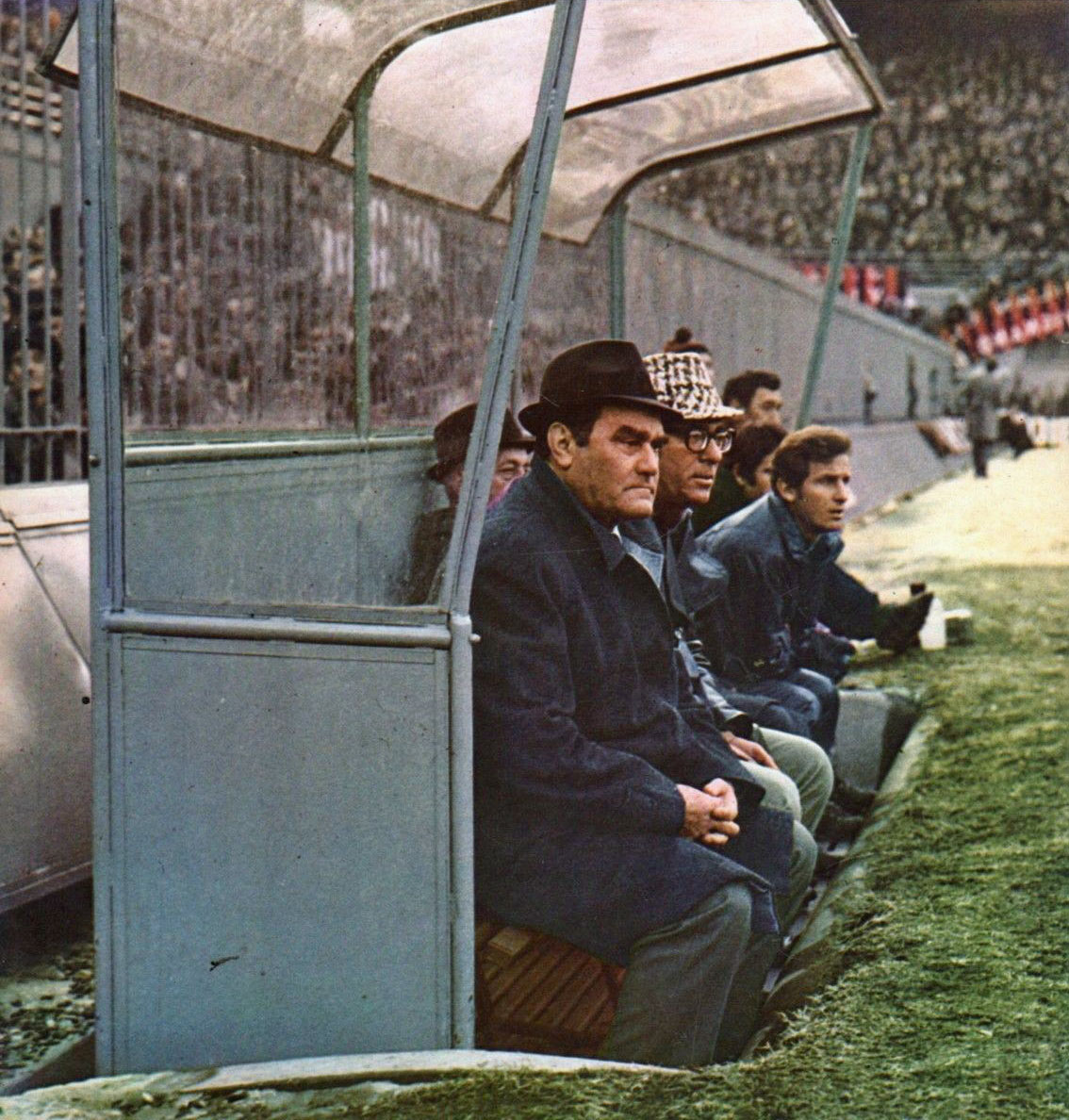
L'allenatore Nereo Rocco assiste a una partita dalla panchina di San Siro; a destra s'intravede Giovanni Trapattoni, bandiera della squadra dal 1957, e qui alla sua ultima stagione in maglia rossonera.

La stagione si conclude, tra maggio e giugno 1971, con le partite del girone finale di Coppa Italia, cui il Milan accede dopo aver eliminato il Livorno nei quarti di finale (vittorie per 2-0 in casa alla fine di settembre e per 4-0 in trasferta all'inizio di novembre). I rossoneri, nel girone con Fiorentina, Napoli e Torino totalizzano 3 vittorie, un pareggio e 2 sconfitte e chiudono al primo posto in classifica con 7 punti, a pari merito con i granata. Per l'assegnazione del trofeo si rende necessario uno spareggio tra Milan e Torino, che si affrontano il 27 giugno 1971 al Ferraris di Genova; i torinesi, dopo lo 0-0 dei tempi regolamentari e supplementari, vincono ai rigori per 5-3 e si aggiudicano così la loro 4ª Coppa Italia. Gianni Rivera, che nello spareggio si fa parare due rigori su cinque dal portiere torinista Luciano Castellini (il regolamento dell'epoca permetteva infatti di far calciare più di un rigore consecutivo ad un unico giocatore), è capocannoniere della manifestazione con 7 reti per la seconda volta.
Poco prima della fine della stagione Franco Carraro lascia la carica di presidente della società, che viene assunta da Federico Sordillo, in precedenza vice dello stesso Carraro. Carraro inizia così la sua carriera nelle massime organizzazioni calcistiche.

## Divise
La divisa è una maglia a strisce verticali della stessa dimensione, rosse e nere, con pantaloncini bianchi e calzettoni neri con risvolto rosso. La divisa di riserva è una maglia bianca con colletto e bordi delle maniche rossi e neri, pantaloncini bianchi e calzettoni bianchi con una riga rossa e nera sul risvolto.
| Casa | Trasferta |

## Organigramma societario[3]
Area direttiva
- Presidente: Franco Carraro (fino al 31 maggio 1971), Federico Sordillo (dal 1º giugno 1971)
- Vice presidente: Federico Sordillo (fino al 31 maggio 1971)
- Segretario: Bruno Passalacqua

Area tecnica
- Allenatore: Nereo Rocco
- Allenatore in seconda: Marino Bergamasco

Area sanitaria
- Medici sociali: Giovanni Battista Monti, Pier Giovanni Scotti
- Massaggiatore: Carlo Tresoldi

## Rosa
| N. |                           | Ruolo | Calciatore              |
| -- | ------------------------- | ----- | ----------------------- |
|    | Italia (bandiera)         | P     | Pierangelo Belli        |
|    | Italia (bandiera)         | P     | Fabio Cudicini          |
|    | Italia (bandiera)         | P     | Villiam Vecchi          |
|    | Italia (bandiera)         | D     | Angelo Anquilletti      |
|    | Italia (bandiera)         | D     | Cesare Cattaneo         |
|    | Italia (bandiera)         | D     | Luigi Maldera           |
|    | Italia (bandiera)         | D     | Roberto Rosato          |
|    | Germania Ovest (bandiera) | D     | Karl-Heinz Schnellinger |
|    | Italia (bandiera)         | D     | Giulio Zignoli          |
|    | Italia (bandiera)         | C     | Romeo Benetti           |
|    | Italia (bandiera)         | C     | Giorgio Biasiolo        |
|    | Italia (bandiera)         | C     | Roberto Casone          |

| N. |                    | Ruolo | Calciatore                          |
| -- | ------------------ | ----- | ----------------------------------- |
|    | Italia (bandiera)  | C     | Guido Magherini                     |
|    | Italia (bandiera)  | C     | Gianni Rivera (capitano)            |
|    | Italia (bandiera)  | C     | Giorgio Rognoni                     |
|    | Italia (bandiera)  | C     | Pier Paolo Scarrone                 |
|    | Italia (bandiera)  | C     | Giovanni Trapattoni (vice capitano) |
|    | Italia (bandiera)  | C     | Vincenzo Zazzaro                    |
|    | Francia (bandiera) | A     | Nestor Combin                       |
|    | Italia (bandiera)  | A     | Lino Golin                          |
|    | Italia (bandiera)  | A     | Angelo Paina                        |
|    | Italia (bandiera)  | A     | Pierino Prati                       |
|    | Italia (bandiera)  | A     | Silvano Villa                       |

## Calciomercato

### Sessione estiva
| Acquisti | Acquisti         | Acquisti     | Acquisti      |
| R.       | Nome             | da           | Modalità      |
| -------- | ---------------- | ------------ | ------------- |
| D        | Giulio Zignoli   | Cagliari     | fine prestito |
| C        | Romeo Benetti    | Sampdoria    | definitivo    |
| C        | Giorgio Biasiolo | L.R. Vicenza | definitivo    |
| A        | Angelo Paina     | Triestina    | fine prestito |
| A        | Silvano Villa    | Alessandria  | fine prestito |

| Cessioni | Cessioni                 | Cessioni     | Cessioni   |
| R.       | Nome                     | da           | Modalità   |
| -------- | ------------------------ | ------------ | ---------- |
| D        | Alberto Grossetti        | Novara       | definitivo |
| D        | Saul Malatrasi           | SPAL         | definitivo |
| D        | Nello Santin             | L.R. Vicenza | prestito   |
| C        | Romano Fogli             | Catania      | definitivo |
| C        | Domenico Fontana         | L.R. Vicenza | definitivo |
| C        | Giovanni Lodetti         | Sampdoria    | definitivo |
| A        | Angelo Marchi            | Lecco        | definitivo |
| A        | Angelo Benedicto Sormani | Napoli       | definitivo |

### Sessione autunnale
| Acquisti | Acquisti | Acquisti | Acquisti |
| R.       | Nome     | da       | Modalità |
| -------- | -------- | -------- | -------- |

| Cessioni | Cessioni        | Cessioni | Cessioni |
| R.       | Nome            | da       | Modalità |
| -------- | --------------- | -------- | -------- |
| C        | Guido Magherini | Lazio    | prestito |
| A        | Lino Golin      | Monza    | prestito |

## Risultati

### Serie A

#### Girone di andata
| Arbitro: | Francescon (Padova) |

|                  |           |             |
| Massa 40’ (aut.) | Marcatori | 70’ Mazzola |

| Arbitro: | Pieroni (Roma) |

|           |           |            |
| Bigon 67’ | Marcatori | 26’ Rivera |

| Arbitro: | Giunti (Arezzo) |

|                            |           |           |
| Villa 24’, 39’ Benetti 46’ | Marcatori | 87’ Salvi |

| Arbitro: | Angonese (Mestre) |

|  |           |                     |
|  | Marcatori | 40’ Villa 77’ Prati |

| Arbitro: | Gonella (Torino) |

|                                   |           |  |
| Biasiolo 51’ Villa 69’ Rivera 88’ | Marcatori |  |

| Arbitro: | Francescon (Padova) |

|                                |           |                                             |
| De Sisti 56’ Vitali 86’ (rig.) | Marcatori | 20’, 60’ Combin 34’, 41’ Prati 52’ Biasiolo |

| Arbitro: | Mascali (Desenzano del Garda) |

|                    |           |                     |
| Prati 9’, 15’, 71’ | Marcatori | 45’ (aut.) Biasiolo |

| Arbitro: | Panzino (Catanzaro) |

|             |           |           |
| Carelli 27’ | Marcatori | 18’ Villa |

| Arbitro: | Giunti (Arezzo) |

|           |           |             |
| Combin 7’ | Marcatori | 48’ Clerici |

| Napoli 20 dicembre 1970 10ª giornata | Napoli              | 0 – 2 referto | Milan | Stadio San Paolo (84 688 spett.)\| Arbitro: \| Lo Bello (Siracusa) \| |
| Arbitro:                             | Lo Bello (Siracusa) |               |       |                                                                       |

| Arbitro: | Sbardella (Roma) |

|             |           |           |
| Agroppi 47’ | Marcatori | 24’ Villa |

| Arbitro: | Francescon (Padova) |

|                                 |           |  |
| Benetti 11’ Prati 12’, 20’, 41’ | Marcatori |  |

| Arbitro: | Bernardis (Trieste) |

|                       |           |             |
| Prati 20’ Rognoni 53’ | Marcatori | 68’ Savoldi |

| Arbitro: | Gonella (Torino) |

|  |           |                                              |
|  | Marcatori | 22’ Maldera 39’ Benetti 44’ Prati 71’ Combin |

| Arbitro: | Monti (Ancona) |

|                |           |                         |
| Prati 39’, 56’ | Marcatori | 29’ Franzot 64’ del Sol |

#### Girone di ritorno
| Arbitro: | Lo Bello (Siracusa) |

|  |           |             |
|  | Marcatori | 19’ Maldera |

| Arbitro: | Toselli (Cormons) |

|                               |           |  |
| Rivera 53’ (rig.) Benetti 79’ | Marcatori |  |

| Arbitro: | Michelotti (Parma) |

|           |           |            |
| Fotia 14’ | Marcatori | 31’ Combin |

| Arbitro: | Francescon (Padova) |

|           |           |                        |
| Prati 61’ | Marcatori | 36’ (aut.) Anquilletti |

| Arbitro: | Lo Bello (Siracusa) |

|                       |           |  |
| Corso 12’ Mazzola 32’ | Marcatori |  |

| Arbitro: | Gonella (Torino) |

|           |           |  |
| Prati 60’ | Marcatori |  |

| Arbitro: | Sbardella (Roma) |

|             |           |             |
| Ciccolo 11’ | Marcatori | 80’ Benetti |

| Arbitro: | Panzino (Catanzaro) |

|                  |           |                                 |
| Prati 26’ (rig.) | Marcatori | 31’ (rig.) Tamborini 53’ Morini |

| Arbitro: | Toselli (Cormons) |

|              |           |                                    |
| Mascetti 53’ | Marcatori | 45’ (rig.), 75’ Rivera 50’ Benetti |

| Arbitro: | Lo Bello (Siracusa) |

|           |           |                    |
| Combin 5’ | Marcatori | 23’ (aut.) Maldera |

| Arbitro: | Pieroni (Roma) |

|            |           |  |
| Rivera 67’ | Marcatori |  |

| Catania 25 aprile 1971 27ª giornata | Catania           | 0 – 0 referto | Milan | Stadio Cibali (13 313 spett.)\| Arbitro: \| Angonese (Mestre) \| |
| Arbitro:                            | Angonese (Mestre) |               |       |                                                                  |

| Arbitro: | Toselli (Cormons) |

|                                          |           |               |
| Fedele 44’ Rosato 76’ (aut.) Savoldi 78’ | Marcatori | 7’, 28’ Villa |

| Arbitro: | Menegali (Roma) |

|                                           |           |                 |
| Prati 59’ (rig.), 73’ (rig.) Scarrone 80’ | Marcatori | 30’ (rig.) Riva |

| Arbitro: | Angonese (Mestre) |

|             |           |          |
| La Rosa 35’ | Marcatori | 4’ Prati |

### Coppa Italia

#### Primo turno
| Arbitro: | Trono (Torino) |

|                                                     |           |  |
| Rognoni 42’ Rivera 48’ (rig.), 59’ (rig.) Villa 66’ | Marcatori |  |

| Arbitro: | Barbaresco (Cormons) |

|  |           |                   |
|  | Marcatori | 58’ (rig.) Rivera |

| Arbitro: | Bernardis (Trieste) |

|            |           |                        |
| Ossola 29’ | Marcatori | 32’ Combin 39’ Benetti |

#### Quarti di finale
| Arbitro: | Lattanzi (Roma) |

|                                      |           |  |
| Martini 32’ (aut.) Rivera 52’ (rig.) | Marcatori |  |

| Arbitro: | Monti (Ancona) |

|  |           |                                       |
|  | Marcatori | 3’ Benetti 35’, 61’ Rivera 73’ Combin |

#### Girone finale
| Arbitro: | Barbaresco (Cormons) |

|             |           |  |
| Agroppi 79’ | Marcatori |  |

| Arbitro: | Francescon (Padova) |

|                     |           |                                |
| Paina 25’ Prati 88’ | Marcatori | 21’ (rig.) Improta 45’ Bianchi |

| Arbitro: | Michelotti (Parma) |

|              |           |                     |
| Chiarugi 67’ | Marcatori | 70’ Prati 81’ Paina |

| Arbitro: | Picasso (Chiavari) |

|                                |           |                         |
| Rosato 5’ Prati 29’ Combin 75’ | Marcatori | 52’ Fossati 89’ Agroppi |

| Arbitro: | Pieroni (Roma) |

|                                             |           |                       |
| Improta 26’ (rig.) Altafini 65’ Juliano 73’ | Marcatori | 75’ Combin 84’ Rivera |

| Arbitro: | Angonese (Mestre) |

|            |           |  |
| Benetti 5’ | Marcatori |  |

| Arbitro: | Francescon (Padova) |

|               |                      |        |
| Cereser Maddè | Tiri di rigore 5 – 3 | Rivera |

## Statistiche

### Statistiche di squadra
| Competizione | Punti  | In casa | In casa | In casa | In casa | In casa | In casa | In trasferta | In trasferta | In trasferta | In trasferta | In trasferta | In trasferta | Totale | Totale | Totale | Totale | Totale | Totale | DR  |
| Competizione | Punti  | G       | V       | N       | P       | Gf      | Gs      | G            | V            | N            | P            | Gf           | Gs           | G      | V      | N      | P      | Gf     | Gs     | DR  |
| ------------ | ------ | ------- | ------- | ------- | ------- | ------- | ------- | ------------ | ------------ | ------------ | ------------ | ------------ | ------------ | ------ | ------ | ------ | ------ | ------ | ------ | --- |
| Serie A      | 42     | 15      | 9       | 5       | 1       | 29      | 12      | 15           | 6            | 7            | 2            | 25           | 14           | 30     | 15     | 12     | 3      | 54     | 26     | +28 |
| Coppa Italia | finale | 5       | 4       | 1       | 0       | 12      | 4       | 6            | 4            | 0            | 2            | 11           | 6            | 12     | 8      | 2      | 2      | 23     | 10     | +13 |
| Totale       | -      | 20      | 13      | 6       | 1       | 41      | 16      | 21           | 10           | 7            | 4            | 36           | 20           | 42     | 23     | 14     | 5      | 77     | 36     | +41 |

### Statistiche dei giocatori[29][30]
N.B.: I cartellini gialli e rossi vennero introdotti a partire dal Campionato mondiale di calcio 1970, mentre i giocatori potevano già essere allontanati dal campo per grave fallo di gioco o condotta violenta. Durante la stagione fu allonato dal campo una sola volta Benetti.
| Giocatore       | Serie A  | Serie A | Coppa Italia | Coppa Italia | Totale   | Totale |
| Giocatore       | Presenze | Reti    | Presenze     | Reti         | Presenze | Reti   |
| --------------- | -------- | ------- | ------------ | ------------ | -------- | ------ |
| A. Anquilletti  | 28       | 0       | 12           | 0            | 40       | 0      |
| P. Belli        | 8        | -7      | 7            | -9           | 15       | -16    |
| R. Benetti      | 28       | 6       | 9            | 3            | 37       | 9      |
| G. Biasiolo     | 29       | 2       | 12           | 0            | 41       | 2      |
| R. Casone       | 6        | 0       | 1            | 0            | 7        | 0      |
| C. Cattaneo     | 1        | 0       | 0            | 0            | 1        | 0      |
| N. Combin       | 25       | 6       | 12           | 4            | 37       | 10     |
| F. Cudicini     | 23       | -19     | 5            | -1           | 28       | -20    |
| L. Golin        | 0        | 0       | 0            | 0            | 0        | 0      |
| G. Magherini    | 0        | 0       | 0            | 0            | 0        | 0      |
| L. Maldera      | 20       | 2       | 8            | 0            | 28       | 2      |
| A. Paina        | 4        | 0       | 7            | 2            | 11       | 2      |
| P. Prati        | 29       | 19      | 10           | 3            | 39       | 22     |
| G. Rivera       | 26       | 6       | 10           | 7            | 36       | 13     |
| G. Rognoni      | 20       | 1       | 10           | 1            | 30       | 2      |
| R. Rosato       | 29       | 0       | 7            | 1            | 36       | 1      |
| P. Scarrone     | 1        | 1       | 0            | 0            | 1        | 1      |
| K. Schnellinger | 29       | 0       | 12           | 0            | 41       | 0      |
| G. Trapattoni   | 15       | 0       | 7            | 0            | 22       | 0      |
| V. Vecchi       | 0        | -0      | 0            | -0           | 0        | -0     |
| S. Villa        | 20       | 8       | 6            | 1            | 26       | 9      |
| V. Zazzaro      | 0        | 0       | 1            | 0            | 1        | 0      |
| G. Zignoli      | 7        | 0       | 11           | 0            | 18       | 0      |